# Uberaba
Uberaba, amtlich portugiesisch Município de Uberaba, ist eine Stadt im Bergwerks-Dreieck Triângulo Mineiro im brasilianischen Bundesstaat Minas Gerais. Die Bevölkerungszahl wurde zum 1. Juli 2021 auf 340.277 Einwohner geschätzt, die auf einer Gemeindefläche von rund 4524 km² leben und Uberabenser (uberabenses) genannt werden. Die Entfernung zur Hauptstadt Belo Horizonte beträgt 481 km. Bekannt ist sie u. a. wegen der Zucht von hellen Zebu-Rindern und Fossilienfunden der Kreidezeit.
Sie steht an achter Stelle der 853 Gemeinden des Bundesstaats. Der Name der Stadt entstammt der Tupi-Sprache und bedeutet „kristallklares Wasser“.

## Geschichte
Das Gemeindegebiet war ursprünglich Siedlungsgebiet der Indianerstämme Tupis, dann der Tremembés, der Kayapos und der Araxás. Sie wurden Opfer der Bandeirantes. Die Kernzelle des Ortes wurde 1809 von dem Major Antônio Eustáquio da Silva e Oliveira (1796–1832) gegründet. 1836 wurde sie zur Stadt erhoben.

## Geographie
Umliegende Ort sind in Minas Gerais Água Comprida, Conceição das Alagoas, Uberlândia, Veríssimo, Indianópolis, Nova Ponte, Sacramento, Conquista und Delta; im Bundesstaat São Paulo liegen Igarapava, Aramina und Miguelópolis.
Die Stadt befindet sich auf 823 Metern Höhe in dem an Bodenschätzen reichen „Bergwerks-Dreieck“. Das Biom ist der Cerrado.

### Klima
Die Stadt hat subtropisches Höhenklima Cwa nach der Klimaklassifikation nach Köppen und Geiger. Die Durchschnittstemperatur ist 22,3 °C. Die durchschnittliche Niederschlagsmenge liegt bei 1571 mm im Jahr.
|                   | Jan  | Feb  | Mär  | Apr  | Mai  | Jun  | Jul  | Aug  | Sep  | Okt  | Nov  | Dez  |   |      |
| Temperatur (°C)   | 24,0 | 24,1 | 22,7 | 21,2 | 19,6 | 19,2 | 20,7 | 22,4 | 23,4 | 23,6 | 23,6 | 22,6 | Ø | 22,3 |
| Niederschlag (mm) | 268  | 225  | 190  | 96   | 46   | 20   | 17   | 14   | 57   | 156  | 204  | 278  | Σ | 1571 |

## Stadtverwaltung
Die Exekutive wurde seit der Kommunalwahl 2016 von dem ehemaligen Landes- und Bundesabgeordneten Paulo Piau des Movimento Democrático Brasileiro (MDB) für die Amtszeit 2017 bis 2020 ausgeübt. Bei der Kommunalwahl 2020 wurde er durch Elisa Gonçalves de Araújo der Partei Solidariedade für die Amtszeit von 2021 bis 2024 als Bürgermeister abgelöst.
Die Legislative liegt bei einem Stadtrat (câmara municipal) aus 13 gewählten Vertretern (vereadores).

## Lebensstandard
Der Index der menschlichen Entwicklung für Städte, abgekürzt HDI (portugiesisch: IDH-M), lag 1991 bei dem niedrigen Wert von 0,574, im Jahr 2000 bei dem als mittelhoch eingestuften Wert von 0,692, im Jahr 2010 bei dem hohen Wert von 0,772. Das Bruttosozialprodukt pro Kopf betrug 2016 41.360 R$. Das monatliche Durchschnittseinkommen hatte 2017 den Faktor 2.6 des Mindesteinkommens von R$ 880, umgerechnet 2019 rund 455 Euro monatlich.

## Bevölkerung

### Bevölkerungsentwicklung
| Jahr | Einwohner                            | Stadt   | Land   |
| --- | ------------------------------------ | ------- | ------ |
| 1872 | 19.978 (16.676 Freie, 3.302 Sklaven) | ?       | ?      |
| 1900 | 20.818                               | ?       | ?      |
| 1920 | 59.897                               | ?       | ?      |
| 1940 | 58.984                               | 31.259  | 27.725 |
| 1950 | 69.434                               | 42.755  | 26.679 |
| 1960 | 87.833                               | 72.053  | 15.780 |
| 1970 | 124.490                              | 108.313 | 16.177 |
| 1980 | 199.208                              | 182.501 | 16.707 |
| 1991 | 211.824                              | 200.705 | 11.119 |
| 2000 | 252.051                              | 244.171 | 7.880  |
| 2010 | 296.000                              | 289.408 | 6.592  |
| 2021 | 340.277                              | ?       | ?      |
| Hier fehlt eine Grafik, die leider im Moment aus technischen Gründen nicht angezeigt werden kann. Wir arbeiten daran! |                                      |         |        |

Quelle: IBGE (2011)

### Ethnische Zusammensetzung
Ethnische Gruppen nach der statistischen Einteilung des IBGE (Stand 2010 mit 295.988 Einwohnern): Von diesen lebten 2010 rund 289.378 Einwohner im städtischen Bereich, der rund 137 km² umfasst, und rund 8812 im ländlichen Raum.
| Gruppe      | Anteil (2010) | Anmerkung                        |
| ----------- | ------------- | -------------------------------- |
| Brancos     | 182.911       | Weiße, Nachfahren von Europäern  |
| Pardos      | 83.643        | Mischrassige, Mulatten, Mestizen |
| Pretos      | 26.546        | Schwarze                         |
| Amarelos    | 2.489         | Asiaten                          |
| Indígenas   | 398           | indigene Bevölkerung             |
| ohne Angabe | –             |                                  |

## Religion

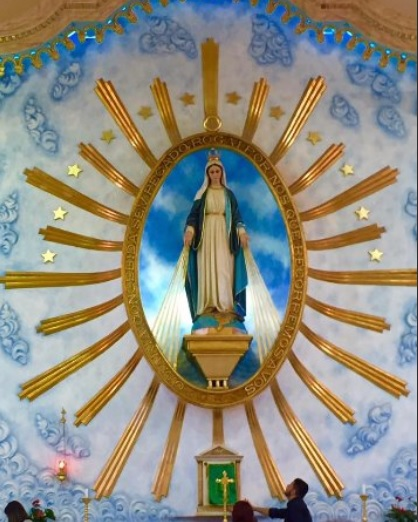
„Wunderbares Medaillenheiligtum“ in Uberaba

Der überwiegende Teil ist laut Volkszählung 2010 römisch-katholisch (180.097), 46.063 waren spiritistisch, 37.911 evangelisch, 21.113 gehörten einer Pfingstbewegungen an, 95 gaben an, jüdischen Glaubens zu sein.
Seit 1907 ist die Stadt Sitz eines römisch-katholischen Bistums, das 1962 zum Erzbistum Uberaba erhoben wurde. Die Marienverehrung ist ausgeprägt, sie ist Stadtheilige und wird u. a. in dem „Wunderbaren Medaillenheiligtum“ (Santuário da Medalha Milagrosa) verehrt. 1948 gründete die frühere Priorin des Benediktinerinnenklosters Vor Frue Kloster (Dänemark), Margarita Hertel, mit sechs Mitschwestern in Uberaba das Kloster Nossa Senhora da Glória.

## Kultur, Sehenswürdigkeiten
Das Museumshaus des in Brasilien populären spiritistischen Mediums Chico Xavier zieht viele Besucher an. Es gibt ein Museum für dekorative Kunst (MADA), ein Zeburinder-Museum, ein Museum für sakrale Kunst, eine sehenswerte städtische Markthalle, das Heiligtum Unserer Lieben Frau von der Abtei (Santuário de Nossa Senhora da Abadia) und ein Dinosaurier-Museum (Museu dos Dinossauros). Uberaba ist Sitz einer Literaturakademie.

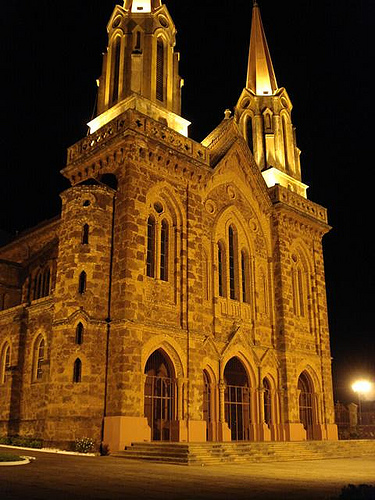
Kirche des São Domingos
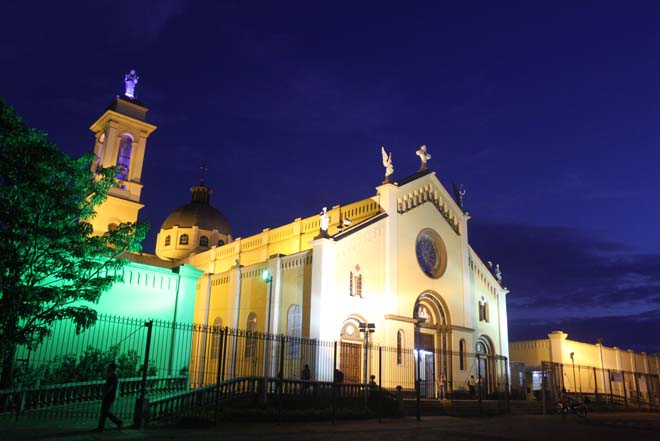
Santuário de Nossa Senhora da Abadia
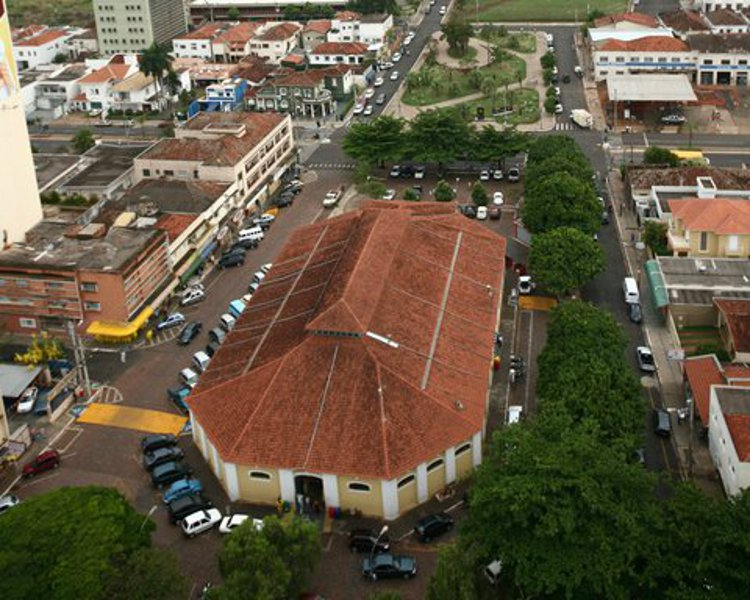
Städtische Markthalle
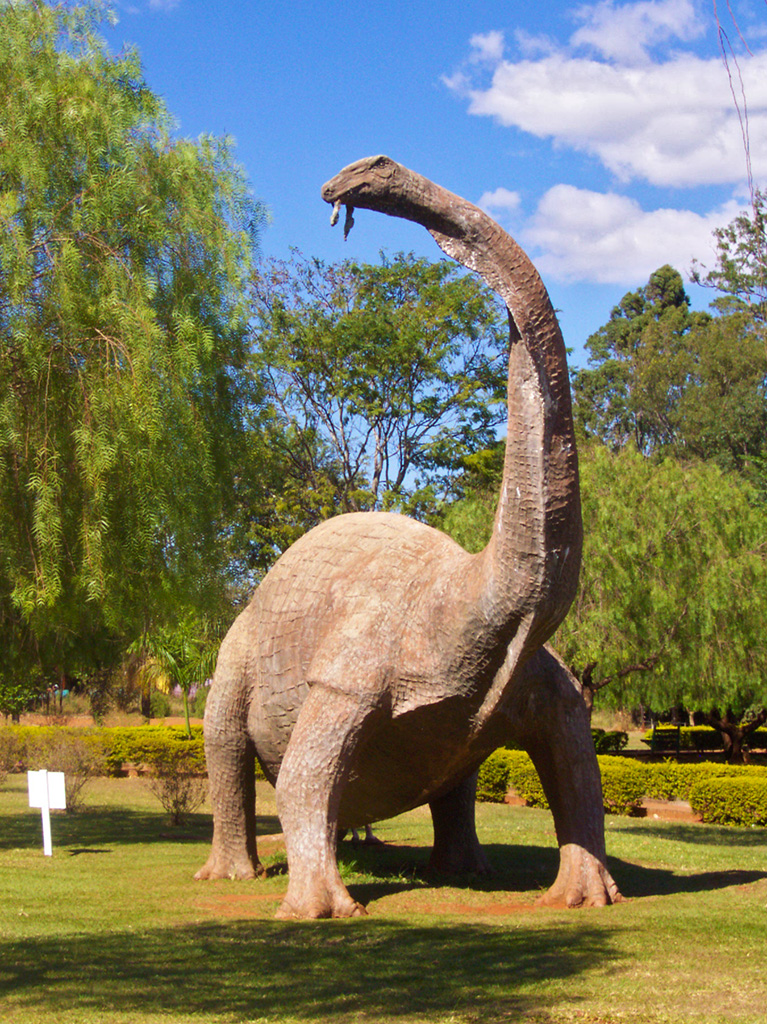
Nachbildung eines Titanosaurus im Dinosaurier-Museum Peirópolis

### Fossilienfunde

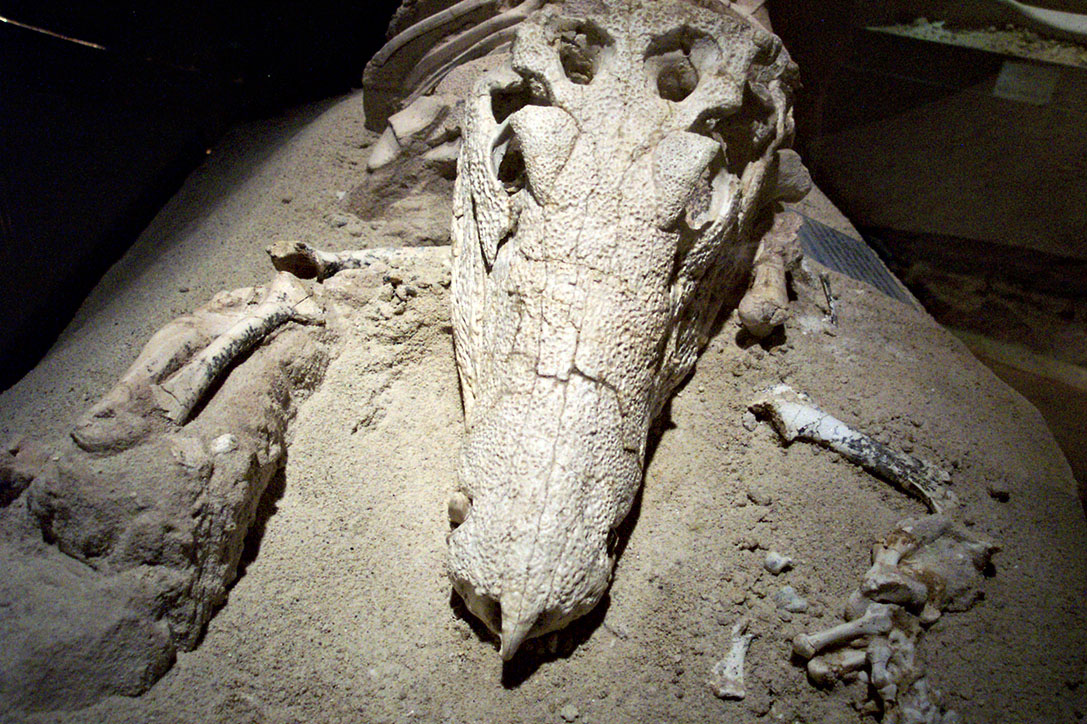
Uberabasuchus terrificus im Dinosaurier-Museum Peirópolis

Nach Uberaba ist das dort gefundene fossile Uberabasuchus terrificus („Schreckliches Krokodil von Uberaba“) benannt aus der Familie der Crocodylomorpha, die vor ungefähr 70 Millionen Jahren in der Kreidezeit in Brasilien lebte, insbesondere im Bundesstaat Minas Gerais.

## Infrastruktur
Etwa 3,5 km vom Stadtzentrum entfernt liegt der Flughafen Uberaba (Aeroporto de Uberaba Mário de Almeida Franco). Zufahrtsstraßen sind die Bundesstraßen BR-262, verbindet mit Campo Florido, Araxá, Belo Horizonte, die BR-050, verbindet mit Brasília, Uberlândia, São Paulo, die BR-464  von Conquista sowie die Landesstraßen MG-190 nach Sacramento und Monte Carmelo und die MG-427, verbindet mit Conceição das Alagoas und Nova Ponte.

## Wirtschaft
Uberaba ist der Sitz von Vale Fertilizantes, dem größten Düngerhersteller Brasiliens. Die Grupo Petrópolis eröffnete 2020 hier eine neu gebaute Brauerei.

## Sport
Das 1972 eingeweihte Fußballstadion Estádio Municipal Engenheiro João Guido bietet Platz für 21.300 Zuschauer und ist Spielstätte des Uberaba Sport Club.

## Söhne und Töchter der Stadt
- Dinorá de Carvalho (1905–1980), brasilianische Komponistin und Pianistin
- Álvaro Lopes Cançado (1912–1984), Fußballnationalspieler
- Antônio Alberto Guimarães Rezende CSS (1926–2015), römisch-katholischer Bischof von Caetité
- Joviano de Lima Júnior SSS (1942–2012), römisch-katholischer Erzbischof von Ribeirão Preto
- José Ronaldo Ribeiro (* 1957), katholischer Geistlicher, emeritierter Bischof von Formosa
- Rodrigo Mendes (* 1975), Fußballspieler
- João Menezes (* 1996), Tennisspieler
- Matheus Bonifacio Saldanha Marinho (* 1999), Fußballspieler